# Marathon van Hamburg 2000
De marathon van Hamburg 2000 werd gelopen op zondag 16 april 2000. Het was de vijftiende editie van deze marathon.
De Pool Piotr Gladki zegevierde bij de mannen in 2:11.06. Bij de vrouwen was de Duitse Manuela Zipse het snelst in 2:31.37.
In totaal finishten 13.173 marathonlopers waarvan 1922 vrouwen.

## Uitslagen

### Mannen
| rang   | naam                | land | tijd    |
| ------ | ------------------- | ---- | ------- |
| Goud   | Piotr Gladki        | POL  | 2:11.06 |
| Zilver | Tendai Chimusasa    | ZIM  | 2:12.22 |
| Brons  | Eliud Kurgat        | KEN  | 2:12.40 |
| 4      | Carsten Eich        | GER  | 2:12.51 |
| 5      | John Monyatso       | RSA  | 2:13.19 |
| 6      | Wesley Chelule      | KEN  | 2:13.29 |
| 7      | William Musyoki     | KEN  | 2:14.17 |
| 8      | Dominic Bannister   | ENG  | 2:14.39 |
| 9      | Alfred Shemveta     | SWE  | 2:15.14 |
| 10     | Elijah Mutandiro    | ZIM  | 2:15.57 |
| 11     | Jacob Mazibuko      | RSA  | 2:16.22 |
| 12     | Osmiro Dasilva      | BRA  | 2:16.33 |
| 13     | Max Wenisch         | AUT  | 2:16.36 |
| 14     | Robert Langfeld     | GER  | 2:17.08 |
| 15     | Gergely Rezessy     | HUN  | 2:17.47 |
| 16     | Søren Rasmussen     | DEN  | 2:18.32 |
| 17     | Torben-Juul Nielsen | DEN  | 2:18.37 |
| 18     | Margus Pirksaar     | EST  | 2:18.58 |
| 19     | Sebastian Bürklein  | GER  | 2:19.25 |
| 20     | Meck Mothuli        | RSA  | 2:19.37 |
| 21     | Cornelias Lel       | KEN  | 2:21.20 |
| 22     | Steffen Benecke     | GER  | 2:23.20 |
| 23     | Eugen Sorg          | AUT  | 2:25.23 |
| 25     | Andrzej Nowak       | POL  | 2:27.17 |

### Vrouwen
| rang   | naam                | land | tijd    |
| ------ | ------------------- | ---- | ------- |
| Goud   | Manuela Zipse       | GER  | 2:31.37 |
| Zilver | Katrin Dörre-Heinig | GER  | 2:33.10 |
| Brons  | Alla Zadorozhnaya   | BLR  | 2:35.10 |
| 4      | Vilija Birbalaite   | LTU  | 2:36.13 |
| 5      | Viviane Deoliveira  | BRA  | 2:36.27 |
| 6      | Krystyna Kuta       | POL  | 2:37.20 |
| 7      | Külli Pirksaar      | EST  | 2:37.30 |
| 8      | Martha Ernstdóttir  | ISL  | 2:39.57 |
| 9      | Garifa Koukou       | KAZ  | 2:44.56 |

1986 · 1987 · 1988 · 1989 · 1990 · 1991 · 1992 · 1993 · 1994 · 1995 · 1996 · 1997 · 1998 · 1999 · 2000 · 2001 · 2002 · 2003 · 2004 · 2005 · 2006 · 2007 · 2008 · 2009 · 2010 · 2011 · 2012 · 2013 · 2014 · 2015 · 2016 · 2017